# Кубасов, Сергей Иевлев
Сергей Иевлев Кубасов — тобольский боярский сын, переписчик, а может быть и компилятор одного из хронографов XVII века.
Этот хронограф состоит из трёх частей: в первой собраны общеисторические статьи, взятые из хронографа первой редакции, во второй — статьи по истории России до Ивана Грозного, составленные по хронографу и летописям; третья часть имеет особое заглавие «Повести» и описывает события царствования Ивана Грозного и Смутного времени. Долгое время «Повесть» считали самостоятельным произведением Кубасова. Профессор Ключевский («Боярская дума», М. 188, стр. 375) первый указал, что автором «Повести» был не Кубасов, а князь Иван Михайлович Катырев-Ростовский. Эта часть хронографа напечатана А. Н. Поповым в его «Изборнике» (М., 1869).